# XVII Cuerpo de Ejército (Bando republicano)
El XVII Cuerpo de Ejército fue una formación militar perteneciente al Ejército Popular de la República que luchó durante la Guerra Civil Española. Llegó a operar inicialmente en el frente del Norte, formado por tropas del frente asturiano. Sería recreado nuevamente en 1938, participando en las batallas de Levante y Peñarroya.

## Historial
La unidad fue creada el 6 de agosto de 1937 a partir de la militarización del antiguo III Cuerpo de Ejército asturiano. Quedó bajo el mando del teniente coronel Javier Linares Aranzabe, contando con el comandante de carabineros Claudio Martín-Barco Huertas como jefe de Estado Mayor y con el socialista Avelino Roces Cortina como comisario. El XVII Cuerpo llegó participar en la batalla de Santander, sufriendo pérdidas significativas. De cara a la ofensiva de Asturias la unidad contaba con 35000 hombres, 600 ametralladoras y 150 piezas de artillería. Las fuerzas republicanas en Asturias resistieron hasta finales de octubre, cuando el frente se derrumbó.
La unidad fue recreada en la primavera de 1938, compuesta por las divisiones 51.ª, 52.ª y 53.ª y dependiente del Grupo de Ejércitos de la Región Central (GERC). El 5 de mayo el mando de la formación fue entregado al teniente coronel Carlos García Vallejo. En sus inicios la unidad estuvo en fase de formación en la zona centro, a partir de nuevos reclutas. El XVII Cuerpo de Ejército tomaría parte en la campaña de Levante, a cuyo frente frente fue enviado para resistir la ofensiva franquista que pretendía tomar Valencia. Agrupando a las divisiones 19.ª, 25.ª y 40.ª, la formación ocupó sus posiciones en el sector turolense de Gaibiel-Caudiel. Inicialmente el XVII Cuerpo resistió las embestidas enemigas, que trataban de cercarlo en la llamada «bolsa de Caudiel». La presión enemiga, sin embargo, acabó haciendo que el 14 de julio recibiera órdenes de retirarse, lo que supuso la caída de Mora de Rubielos y la Sierra de El Toro; sin embargo, bajo la cobertura del XXII Cuerpo de Ejército —que lanzó potentes contraataques—, pudo retirarse ordenadamente hasta alcanzar las posiciones defensivas de la línea XYZ. Tras el comienzo de la batalla del Ebro se estabilizó la situación en Levante.
A comienzos de 1939 el XVII Cuerpo, que entonces agrupaba a las divisiones 19.ª, 64.ª y 73.ª, se encontraba desplegado en tierras jienenses. Estaba previsto que tomara parte en la prevista ofensiva republicana en el frente de Extremadura-Córdoba. Intervino en la batalla de Peñarroya, actuando en el exterior de la bolsa republicana.
Hacia el final de la contienda el XVII se encontraba situado en reserva. García Vallejo llegó a apoyar el golpe de Casado, si bien su unidad no tomó parte en ningún combate. La unidad se autodisolvió en los últimos días de la guerra, en marzo de 1939.

## Mandos
Comandantes
- teniente coronel Carlos García Vallejo;

Comisarios
- Mariano Mayordomo Fernández, del PSOE;[15]
- Amando Príncipe Gutiérrez;

Jefes de Estado Mayor
- coronel de infantería Narciso Sánchez Aparicio;[16]
- mayor de milicias Feliciano Romero Aparicio;
- teniente coronel de infantería Ángel García Rollán;[1]
- comandante de infantería Ricardo de Luis Calduch;

## Orden de batalla
| Fecha                 | Ejército adscrito   | Divisiones integradas   | Frente de batalla |
| Agosto de 1937        | Ejército del Norte  | 59.ª, 60.ª, 61.ª y 62.ª | Asturias          |
|                       |                     |                         |                   |
| 30 de abril de 1938   | Reserva del GERC    | 51.ª, 52.ª y 53.ª       | Reserva general   |
| 4 de julio de 1938    | Ejército de Levante | 19.ª, 25.ª y 40.ª       | Levante           |
| 21 de julio de 1938   | Ejército de Levante | 19.ª, 25.ª, 40.ª y 65.ª | Levante           |
| 19 de agosto de 1938  | Ejército de Levante | 40.ª, 25.ª y 19.ª       | Reserva           |
| 31 de octubre de 1938 | —                   | 19.ª y 64.ª             | Reserva general   |
| Noviembre de 1938     | —                   | 19.ª, 25.ª y 64.ª       | Reserva general   |
| Enero de 1939         | Reserva del GERC    | 19.ª, 64.ª y 73.ª       | Córdoba           |